# Sunrise (film, 2014)
Pour les articles homonymes, voir Sunrise.
Pour plus de détails, voir Fiche technique et Distribution.
Sunrise est un film dramatique réalisé et écrit par Partho Sen-Gupta, sorti en 2014. Il relate l'histoire d'un policier de Mumbai qui depuis dix ans s'acharne à retrouver sa fille victime d'un enlèvement. Le rôle principal est tenu par Adil Hussain entouré de Tannishtha Chatterjee, Komal Gupta, Esha Amlani et Ashalata Wabgaonkar.
Sunrise, dont la production et l'équipe technique sont franco-indiennes, est projeté dans de nombreux festivals internationaux où il est primé à plusieurs reprises (Amsterdam, Durban, Munich).

## Synopsis
La vie de Lakshman Joshi, policier à Mumbai, est brisée depuis que sa fille a été enlevée dix ans plus tôt. Tandis que sa femme s'enfonce dans le déni et continue à raconter des histoires à leur enfant, il traque le moindre indice qui pourrait le mettre sur la piste des ravisseurs. Un rêve récurrent l'amène à penser qu'une piste sérieuse se trouve au Paradise, bar de nuit où de jeunes adolescentes dansent devant un public d'adultes libidineux.

## Fiche technique
- Titre : Sunrise
- Titre original en marathi : अरुणोदय (Arunoday)
- Réalisation : Partho Sen-Gupta
- Scénario : Partho Sen-Gupta et Yogesh Vinayak Joshi
- Direction musicale : Eryck Abecassis
- Décors : Ravin Karde
- Costumes : Kimneineng Kipgen et Chetna Rawat
- Photographie : Jean-Marc Ferrière
- Son : Nicolas Becker
- Montage : Annick Raoul
- Production : Nina Lath Gupta, Marc Irmer et Rakesh Mehra
- Société(s) de production : Independent Movies, National Film Development Corporation of India (NFDC) et Dolce Vita Films
- Budget : $700 000 environ
- Langue originale : marathi
- Pays d'origine : Inde, France
- Format : couleurs
- Genre : drame et néo-noir
- Durée : 85 minutes
- Dates de sortie :
  - 3 octobre 2014 : Corée du Sud (Festival de Pusan) ;
  - 2 mars 2016 : France (sortie nationale).

## Distribution
- Adil Hussain : Lakshman Joshi
- Tannishtha Chatterjee : Leela, la femme de Joshi
- Gulnaaz Ansari : Komal
- Komal Gupta : Aruna, la fille de Joshi et Leela
- Esha Amlani : Naina
- Ashalata Wabgaonkar : Radhabai, la mère maquerelle
- Hridaynath Jadhav : Patil
- Chinmay Kambli : Babu

## Récompenses et distinctions
Au cours des années 2014 et 2015, Sunrise est projeté dans de nombreux festivals internationaux et concourt lors de cérémonies de remise de prix.

### Récompenses
- Festival international du film de Durban 2015 - Meilleure photographie : Jean-Marc Ferrière ; Meilleur film : Partho Sen-Gupta
- Festival du film fantastique d'Amsterdam 2015 - Black Tulip Award : Partho Sen-Gupta
- Festival du film de Munich 2015 - One Future Prize : Partho Sen-Gupta

### Sélections
- Asia Pacific Screen Awards 2015 - Meilleure photographie : Jean-Marc Ferrière
- Festival international du film policier de Beaune 2015 - Prix Sang neuf : Partho Sen-Gupta
- Festival international du film de Busan 2014 - New Currents Award : Partho Sen-Gupta
- Festival du film de Tribeca 2015